# Festival international du film de Moscou 1965

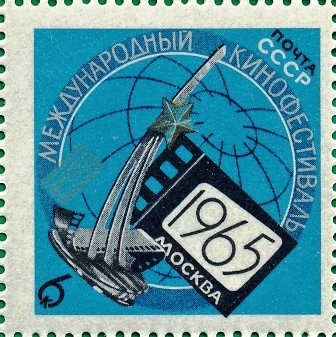
Timbre du festival international du film de Moscou 1965

Le quatrième festival international du film de Moscou se tient du 5 au 20 juillet 1965. Le Grand Prix est partagé entre le film soviétique Guerre et Paix réalisé par Sergei Bondarchuk et le film hongrois Vingt heures dirigé par Zoltán Fábri.

## Jury
- Sergueï Guerassimov (USSR - Président du jury)
- Veljko Bulajić (Yougoslavie)
- Zoltán Várkonyi (Hongrie)
- Marina Vlady (France)
- Mircea Drăgan (Roumanie)
- Raj Kapoor (Inde)
- Grigori Kozintsev (USSR)
- Jiří Marek (Tchécoslovaquie)
- Czesław Petelski (Pologne)
- Kiyohiko Ushihara (Japon)
- Leonardo Fioravanti (Italie)
- Fred Zinnemann (États-Unis)
- Kamil Yarmatov (URSS)

## Films en compétition
Les films suivants sont sélectionnés pour la compétition principale :
| Titre anglais                    | Titre original                 | Réalisateur(s)                                                                    | Pays d'origine                                    |
| -------------------------------- | ------------------------------ | --------------------------------------------------------------------------------- | ------------------------------------------------- |
| Acteón                           | Acteon                         | Jorge Grau                                                                        | Espagne                                           |
| The White Moor                   | De-aș fi… Harap Alb            | Ion Popescu-Gopo                                                                  | Roumanie                                          |
| La Grande Course autour du monde | The Great Race                 | Blake Edwards                                                                     | États-Unis                                        |
| Mariage à l'italienne            | Matrimonio all'italiana        | Vittorio De Sica                                                                  | Italie, France                                    |
| Guerre et Paix                   | Vojna i mir                    | Sergei Bondarchuk                                                                 | Union soviétique                                  |
| Vingt heures                     | Husz ora                       | Zoltán Fábri                                                                      | Hongrie                                           |
| Tine                             | Tine                           | Knud Leif Thomsen                                                                 | Danemark                                          |
| Darling                          | Darling                        | John Schlesinger                                                                  | Grande-Bretagne                                   |
| Friendship                       | Dosti                          | Satyen Bose                                                                       | Indie                                             |
| Friendship is Friendship         | Friendship is Friendship       | Dejidiin Jigjid                                                                   | Mongolie                                          |
| Driven from Paradise             | طريد الفردوس, Tarid el firdaos | Fatin Abdel Wahab                                                                 | Égypte                                            |
| Love and Grudge                  | Aşk ve Kin                     | Turgut Demirağ                                                                    | Turquie                                           |
| My Home Is Copacabana            | Mitt hem är Copacabana         | Arne Sucksdorff                                                                   | Suède                                             |
| The Young Soldier                | Nguo'i chien si tre            | Hai Ninh, Nguyen Duk Hinh                                                         | Viêt Nam                                          |
| The Young Will Live              | O neoi theloun na zisoun       | Nikos Tzimas                                                                      | Grèce                                             |
| Le Ciel sur la tête              | Le Ciel sur la tête            | Yves Ciampi                                                                       | France, Italie                                    |
| No Man's Land                    | No Man's Land                  | A. Suravijaya                                                                     | Indonésie                                         |
| A Day in a Solar                 | Un día en el solar             | Eduardo Manet                                                                     | Cuba                                              |
| Des filles pour l'armée          | Le soldatesse                  | Valerio Zurlini                                                                   | Italie, Yougoslavie, France, Allemagne de l'Ouest |
| Le Père du soldat                | Otets soldata                  | Revaz Tchkheidze                                                                  | Union soviétique                                  |
| Commando à Prague                | Atentát                        | Jiří Sequens                                                                      | Tchécoslovaquie                                   |
| La Cage de verre                 | Ha-kluv hazehuhit              | Philippe Arthuys                                                                  | France, Israël                                    |
| The Adventures of Werner Holt    | Die Abenteuer des Werner Holt  | Joachim Kunert                                                                    | Allemagne de l'Est                                |
| Prométhée de l'île               | Prometej s otoka Visevice      | Vatroslav Mimica                                                                  | Yougoslavie                                       |
| Le Corniaud                      | Le Corniaud                    | Gérard Oury                                                                       | France                                            |
| Bull                             | Vula                           | Nikola Korabov                                                                    | Bulgarie                                          |
| Children Hand in Hand            | Te o tsunagu kora              | Susumu Hani                                                                       | Japon                                             |
| La pérgola de las flores         | La pérgola de las flores       | Román Viñoly Barreto                                                              | Argentine, Espagne                                |
| Onnelliset leikit                | Onnelliset leikit              | Aito Mäkinen, Esko Elstelä                                                        | Finlande                                          |
| Three Steps on Earth             | Trzy kroki po ziemi            | Jerzy Hoffman, Edward Skórzewski                                                  | Pologne                                           |
| Une si jeune paix                | Al-salam al-walid              | Jacques Charby                                                                    | Algérie                                           |
| La Case de l'oncle Tom           | Onkel Toms Hütte               | Géza von Radványi                                                                 | Allemagne de l'Ouest, France, Italie, Yougoslavie |
| 4x4                              | 4x4                            | Palle Kjærulff-Schmidt, Klaus Rifbjerg, Rolf Clemens, Maunu Kurkvaara, Jan Troell | Danemark, Norvège, Finlande, Suède                |
| Bergwind                         | Sturm am Wilden Kaiser         | Eduard von Borsody                                                                | Autriche                                          |

## Récompenses
- Grand Prix :
  - Guerre et Paix de Sergei Bondarchuk
  - Vingt heures de Zoltán Fábri
- Prix d'or :
  - Le Ciel sur la tête d'Yves Ciampi
  - Commando à Prague de Jiří Sequens
- Prix spécial d'argent : Des filles pour l'armée de Valerio Zurlini
- Prix d'argent :
  - Three Steps on Earth de Jerzy Hoffman et Edward Skórzewski
  - La Grande Course autour du monde de Blake Edwards
- Prix :
  - Meilleur acteur : Revaz Tchkheidze pour Le Père du soldat
  - Meilleure actrice : Sophia Loren pour Mariage à l'italienne
  - Meilleur réalisateur : Ion Popescu-Gopo pour The White Moor
  - Directeur de la photographie : Tomislav Pinter (hr) pour Prometheus of the Island
  -  Une si jeune paix de Jacques Charby
  - The Adventures of Werner Holt de Joachim Kunert
  - Bull de Nikola Korabov
- Diplômes spécial :
  - Réalisateur : Susumu Hani pour Children Hand in Hand
  - Réalisateur : Vatroslav Mimica pour Prometheus of the Island
  - Acteur : Bourvil pour Le Corniaud
  - 4x4 de Palle Kjærulff-Schmidt, Klaus Rifbjerg, Rolf Clemens, Maunu Kurkvaara, Jan Troell
- Diplômes :
  - Actrice : Ludmila Savelyeva pour Guerre et Paix
  - Actrice : Julie Christie pour Darling
- Prix FIPRESCI:
  - Vingt heures de Zoltán Fábri
  - Dvoye de Mikhail Bogin

## Source de la traduction
- (en) Cet article est partiellement ou en totalité issu de l’article de Wikipédia en anglais intitulé « 4th Moscow International Film Festival » (voir la liste des auteurs).